# نظرية النظرية
نظرية النظرية هي نظريه علميه متعلقة بالتنمية البشرية لفهم العالم الخارجي.
هذه النظرية تؤكد ان الأفراد يمتلكون نظريه بدائيه أو ساذجة  لعلم النفس (علم النفس الشعبي) لاستنتاج الحالات العقليه للآخرين مثل معتقداتهم، ورغباتهم وعواطفهم.
هذه المعلومة تستخدم لفهم النوايا وراء افعال الشخص أو التنبؤ بالسلوك المستقبلي.
يستخدم في بعض الأحيان مصطلح «أخذ منظور» لوصف كيف يمكن للمرء ان بجعل الاستدلالات حول الحالة الداخلية لشخص اخر باستخدام المعرفة النظرية حول وضع الآخرين.
أصبح هذا النهج شائعا لدى علماء النفس لانه يعطي الأساس الذي يمكن من خلاله استكشاف الفهم الاجتماعي للإنسان.
في بداية منتصف الثمانينات بدا العديد من علماء النفس التنموي المؤثرين في الدعوة إلى نظرية النظرية: الرأي القائل بان البشر يتعلمون من خلال عملية مراجعة نظريه تشبه إلى حد بعيد ألطريقه التي يقترح بها العلماء النظريات وتنقيحها.الاطفال يراقبون العالم ويقومون بجمع البيانات حول هيكل العالم الحقيقي.ومع تراكم المزيد من البيانات يمكن للأطفال مراجعتهم نظرياتهم الساذجة وفقا لذلك. يمكن للأطفال أيضا استخدام هذه النظريات حول هيكل العالم الحقيقي لعمل تنبؤات وربما حتى اختبارها بوصف هذا المفهوم على انه نظرية«عالم الطفل».
اقتراح ان سليلة من الثورات العلميه الشخصية مطلوبه لتطوير نظريات حول العالم الخارجي بما في ذلك العالم الاجتماعي
في السنوات الاخيرة بدا مؤيدوا تعلم النظرية الافتراضية يصفون نظرية النظرية بطريقه رياضيه دقيقه.مفهوم تعلم النظرية الافتراضية متجذر في افتراض ان الأطفال والكبار يتعلمون من خلال عملية مراجعة النظرية اَي انهم يحملون معتقدات مسبقه عن العالم ولكن عند تلقي البينات المتضاربة يمكنهم مراجعة هذه المعتقدات اعتمادا على قوتهم.